# Happy Mondays
Happy Mondays é uma banda de rock alternativo/dance formada em Salford, Grande Manchester em 1980 que teve seu auge nos anos 80. O nome é um trocadilho com a canção "Blue Monday" da banda conterrânea New Order. Os Happy Mondays nasceram na lendária gravadora Factory Records, onde permaneceram até 1992, tendo sido considerados o último "tesouro" da gravadora. A seguir, assinaram com a London Records, onde permancem até hoje. A história dramatizada (e com toques de humor e ficção) da banda pode ser vista no filme 24 Hour Party People, de Michael Winterbottom (2002), que conta a história da Factory Records. 
Originalmente, foi formada pelo vocalista Shaun Ryder, seu irmão e baixista Paul Ryder, pelo guitarrista Mark "Moose" Days, pelo tecladista Paul Davis e pelo baterista Gary Whelan.
O Happy Mondays teria quebrado vários tabus para a época e chegou a alcançar boas posições nas paradas de sucesso da Inglaterra. A banda inclusive contava com um dançarino "louco", Bez, que para não falarem que apenas dançava, tocava maracas. A banda foi uma das principais condutoras de um movimento chamado Madchester, trocadilho de "mad" com "Manchester". Esse movimento, junto com o shoegaze, foi um dos pilares do britpop dos anos 1990, e além dos Happy Mondays, contava com Stone Roses, Inspiral Carpets, James, The Charlatans e até mesmo o Blur do início de carreira.
A banda esteve em terras brasileiras em 1991, quando, em 26 de janeiro se apresentou no festival Rock In Rio, no Estádio do Maracanã. Considerados uma incógnita por serem pouco conhecidos no Brasil, acabaram por fazer um dos melhores e mais divertidos shows do evento. Antes, porém, tornaram-se polêmicos quando o vocalista Shaun Ryder afirmou, em entrevista à Folha de S. Paulo, que iria ao Brasil acompanhado de "mil tabletes de ecstasy"; voltou atrás ao afirmar, logo após, que não queria "experimentar as cadeias brasileiras".
Antes do último trabalho da banda, o álbum Uncle Disfunktional, que não obteve repercussão significativa nem em seu próprio reduto britânico, membros do Happy Mondays puderam participar de projetos paralelos de maior e mais curiosa repercussão: Shaun Ryder cedeu os vocais, em 2005, à excelente e dançante música "Dare", do Gorillaz, tendo ainda participado do vídeo clipe contracenando com a "vocalista" Noodle. Já o "tresloucado" Bez pôde ser visto em 2005 participando de um episódio do programa "Pimp My Ride UK Style", produzido pela MTV britânica e transmitido pela MTV Brasil no ano seguinte. Graças a este episódio, pôde-se saber que o ex-dançarino de maracas hoje trabalha de taxista em Londres (cujo táxi foi modificado), mora com sua mãe, foi o vencedor do programa "Celebrity Big Brother" (Reino Unido, BBC/Channel 4, 2005) e está com melhor aparência que seu colega Shaun.

## Discografia
A direita dos CDs/singles está demarcado a posição nas paradas britânicas e estadunidenses.
- Forty Five (EP) (1985)
- "Freaky Dancin'" (single) (1986)
- "Tart Tart" (single) (1987) #13 UK Indie
- "24 Hour Party People" (single) (1987) #10 UK Indie
- Squirrel and G-Man Twenty Four Hour Party People Plastic Face Carnt Smile (White Out) (álbum) (1987)
- "Wrote for Luck" (single) (1988) #7 UK Indie
- Bummed (álbum) (1988)
- "Lazyitis" (single) (1989) #85 UK, #6 UK Indie
- Madchester Rave On (EP) (1989) #19 UK, #1 UK Indie
- "W.F.L. Wrote For Luck Remix" (single) (1989) #68 UK, #3 UK Indie
- Hallelujah (EP) (1989)
- "Step On" (single) (1990) #5 UK, #57 US Hot 100, #9 US Modern Rock, #13 US Dance
- "Lazyitis (One-Armed Boxer)" (single, com Karl Denver) (1990) #46 UK
- Pills 'n' Thrills and Bellyaches (álbum) (1990) #4 UK, #89 US
- "Kinky Afro" (single) (1990) #5 UK, #1 US Modern Rock
- The Peel Sessions 1989 (EP) (1990) #79 UK
- The Peel Sessions 1991 (EP) 91991)
- Live (ao vivo) (1991) #21 UK
- Baby Big Head (bootleg album) (1991)
- "Loose Fit" (single) (1991) #17 UK
- "Bob's Yer Uncle" (single) (1991) #23 US Modern Rock, #25 US Dance
- "Judge Fudge" (single) (1991) #24 UK
- "Stinkin' Thinkin'" (single) (1992) #31 UK, #21 US Modern Rock, #1 US Dance
- Yes Please! (álbum) (1992) #14 UK
- "Sunshine & Love" (single) (1992) #62 UK, #5 US Dance
- Double Easy The US Singles (coletânea) (1993)
- Loads (coletânea) (1995) #41 UK
- "The Boys Are Back In Town" (single) (1999) #24 UK
- Greatest Hits (coletânea) (1999) #11 UK
- "24 Hour Party People (John Carter Remix)" (single) (2002) #97 UK
- "Playground Superstar" (single) (2005) #51
- Step On Live In Barcelona (ao vivo) (2005) #194 UK
- The Platinum Collection (coletânea) (2005) #19 UK
- "Jellybean" (single) (2007)
- "Uncle Dysfunktional" (single) (2007)
- Uncle Dysfunktional (álbum) (2007) #73 UK